# Maria (moglie di Onorio)

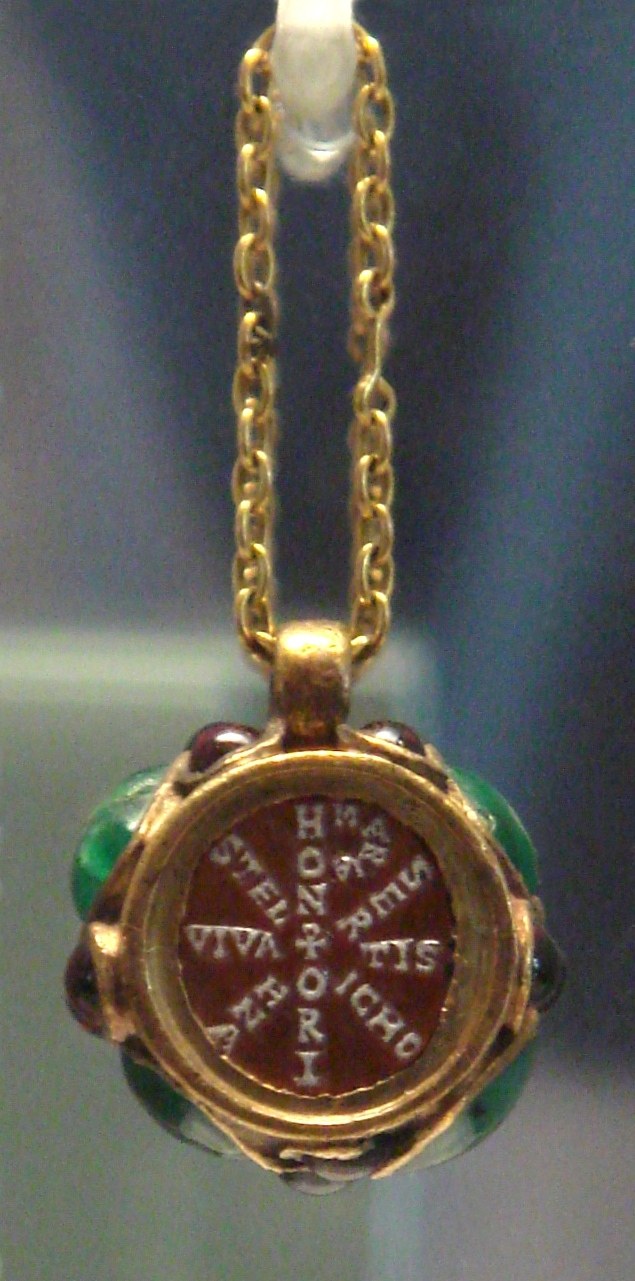
Bulla facente parte dei doni nuziali di Onorio a Maria, e ritrovata nella tomba di quest'ultima nel Mausoleo onoriano: il chi-rho è formato dall'intreccio dei nomi 'Onorio', 'Maria', 'Stilicone' e 'Serena', accompagnati dall'esclamazione 'Vivatis!'.

Maria (... – Ravenna, 408 circa) è stata la moglie dell'imperatore romano d'Occidente Onorio e la figlia del generale di questi, Stilicone.

## Biografia
Maria era la figlia del generale romano di origine vandala Stilicone e di sua moglie Serena, figlia adottiva dello zio e imperatore Teodosio I; aveva una sorella di nome Termanzia e un fratello di nome Eucherio.
Nel 398 circa, Maria sposò lo zio e imperatore d'Occidente Onorio: questo matrimonio rese più solida la posizione di Stilicone, che divenne il vero detentore del potere.
Maria morì, senza aver avuto figli, intorno al 408, quando la sorella Termanzia andò in sposa a Onorio: lo scopo di Stilicone, artefice di questo secondo matrimonio, era quello di mantenere un legame con Onorio, ma l'imperatore decise di sbarazzarsi di un potere così invadente e mise a morte Stilicone quello stesso anno.

## Tomba
Maria fu sepolta nel Mausoleo onoriano che si trovava nell'antica basilica di San Pietro in Vaticano, assieme a Onorio e a Termanzia. Nel 1544 la sua tomba fu aperta, e vi furono ritrovati i resti dell'imperatrice con un sontuoso corredo di preziosi, composti dal mundus muliebris (doni nuziali) di Maria e dalla sua toletta personale. Tra questi oggetti vi era una bulla, o meglio enkolpion, oggi conservato presso il Museo del Louvre.
A tal proposito Rodolfo Lanciani racconta:
In un secondo cestello di argento sbalzato, posto sul lato sinistro, furono ritrovati centocinquanta oggetti: anelli d'oro con pietre incastonate, orecchini, collane, bottoni, spille per capelli eccetera, ricoperti di smeraldi, perle e zaffiri; una noce d'oro, che si apriva a metà; una bulla pubblicata in un lavoro di Mazzucchelli; e uno smeraldo inciso con il busto di Onorio, valutato cinquecento ducati. Gli oggetti d'argento erano scarsi; di questi troviamo menzionati solo una pinza per capelli e una cerniera a sbalzo.
Le lettere e i nomi incisi su alcuni pezzi provano che formavano il mundus muliebris (doni nuziali) e gli articoli di toletta di Maria [...] A fianco dei nomi dei quattro arcangeli – Raffaele, Gabriele, Michele e Uriele – incisi su di una fascia d'oro, quelli di  Domina Nostra Maria e di Dominus Noster Honorius comparivano su altri oggetti. La bulla era incisa con i nomi di Onorio, Maria, Stilicone, Serena, Termanzia e Eucheio, posti a raggiera a formare una doppia croce con l'esclamazione "Vivatis!" tra loro. Con l'eccezione di questa bulla, [...] ciascun pezzo è scomparso. [...] Non si trattava del lavoro di orefici del quinto secolo, ma erano di origine classica; infatti rappresentavano una porzione dei gioielli imperiali, che Onorio aveva ereditato dai suoi predecessori, e che aveva offerto a Maria in occasione del suo matrimonio. Claudiano, il poeta di corte, li descrisse espressivamente come quelli che avevano brillato sul petto e la testa delle imperatrici dei giorni andati.»
(Rodolfo Lanciani, Pagan and Christian Rome, Houghton, Mifflin and Company, Boston and New York, 1892, pp. 204-206.)